# Mallophora parasylveirii
Mallophora parasylveirii là một loài ruồi trong họ Asilidae. Mallophora parasylveirii được Artigas & Angulo miêu tả năm 1980. Loài này phân bố ở vùng Tân nhiệt đới.